# The Australian
The Australian – australijski dziennik należący do News Corp Australia. Został założony w 1964 roku.